# Gwen Stefani
Gwen Renée Stefani (Fullerton (Califòrnia), 3 d'octubre de 1969) és una cantant, compositora, dissenyadora (de complements, articles de papereria i perfums) i actriu ocasional estatunidenca. Stefani és la cantant del grup de rock i ska No Doubt des del 1986, tot i que també ha tingut una època en solitari, entre 2004 i 2008, en la qual ha cantat música pop acompanyada de quatre ballarines japoneses, les Harajuku Girls.

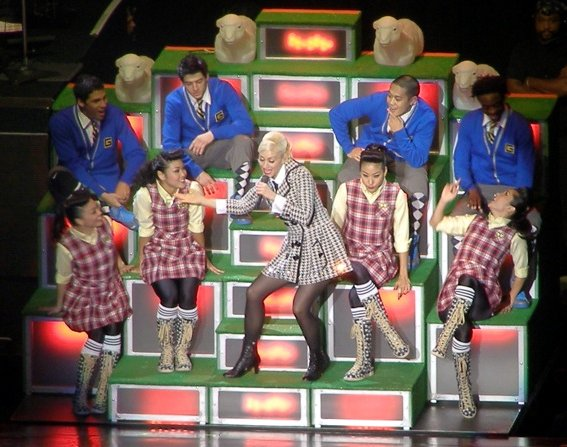
Gwen Stefani i les Harajuku Girls.